# Adobe Media Player
Adobe Media Player är en mediespelare från Adobe Systems. Programmet är främst inriktat på videouppspelning och internet-tv.
Adobe Media Player stöder bland annat uppspelning av Flash-video i full HD-upplösning, kodad med AVC (H.264), och ljud i AAC-format.